# Pomnik Wojownika w Norymberdze
Pomnik Wojownika (niem.: Kriegerdenkmal Köpfleinsberg) – został postawiony, aby upamiętnić norymberczyków, którzy polegli w wojnie 1870–1871 przeciwko Francji. Posąg Wiktorii stoi na słupie, który znajduje się nad schodami prowadzącymi do rzeki Pegnitz.

## Źródła
- Günther P. Fehring, Anton Ress: Die Stadt Nürnberg. 2. Auflage bearbeitet von Wilhelm Schwemmer. Deutscher Kunstverlag, München 1982, ISBN 3-422-00558-7, S. 264.